# Гимов, Михаил Андреевич
Михаил Андреевич Гимов (1886—1922) — российский партийный и государственный деятель, председатель Симбирского губисполкома в 1918—1921 годах.

## Биография
Родился 7 ноября (26 октября по старому стилю) 1886 года в Симбирске.
Окончил два класса ремесленного училища. В 1905 году вступил в РСДРП будучи слесарем чугунно-литейного завода Н. В. Голубкова (Туть), избирался в состав комитета Симбирской организации РСДРП. Вёл революционную работу среди рабочих Симбирска. Дважды, в 1906 и 1908 годах, арестовывался и заключался в тюрьму. После Октябрьской революции не сразу разобрался в разногласиях большевиков и меньшевиков, вступив в 1917 году в объединённую организацию социал-демократов Симбирска. В августе этого же года принял участие в их всероссийском съезде в Петрограде. Затем вернулся в РКП(б).
С февраля 1918 года М. А. Гимов — председатель президиума исполкома Симбирского губернского Совета. С февраля 1918 по март 1921 года был председателем Симбирского губисполкома. Участник Гражданской войны в России — проводил в жизнь политику «Военного коммунизма»: осуществлял продразверстку, способствовал мобилизации в Красную Армию, снабжению её продовольствием, обмундированием и оружием. Участвовал в формировании 1-й и 5-й армий РККА, создании Алатырской группы войск. В 1918—1920 годах избирался в состав губернского комитета партии.
В марте 1921 года Гимов был направлен на работу в Ставропольский край, в Пятигорск. Здесь заболел тифом и умер 5 мая 1922 года.

## Семья
Жена — Елизавета Константиновна, двое детей: сын —  Анатолий и дочь.

## Память

Бюст М. А. Гимова в Ульяновске

- В 1923 году посёлок центральной усадьбы совхоза назван имени Гимова (ныне п. Гимово)[2];
- Имя М. А. Гимова носит МОУ Гимовская средняя общеобразовательная школа Майнского района Ульяновской области, где имеется его музей.[3]
- В музее «Конспиративная квартира Симбирской группы РСДРП» Ульяновского областного краеведческого музея имеются материалы, относящиеся к М. А. Гимову.[4]
- В Ульяновске именем Гимова названа улица, на которой установлен бюст-памятник, а в Ульяновской области — посёлок.[5]
- В р.п. Ишеевка Ульяновской области имеется парк им. Гимова, где стоит его бюст. Также в р.п. Ишеевка именем М. А. Гимова названа фабрика «ИшТЕКС» (не действующая с 2005 года)[1]